# 皮氏突吻魚
皮氏突吻魚（学名：Varicorhinus pellegrini）为輻鰭魚綱鯉形目鲤科的其中一種，分布於非洲剛果民主共和國Lowa河流域，體長可達21.2公分。

## 扩展阅读
維基物種上的相關：皮氏突吻魚